# Transformada d'ondeta

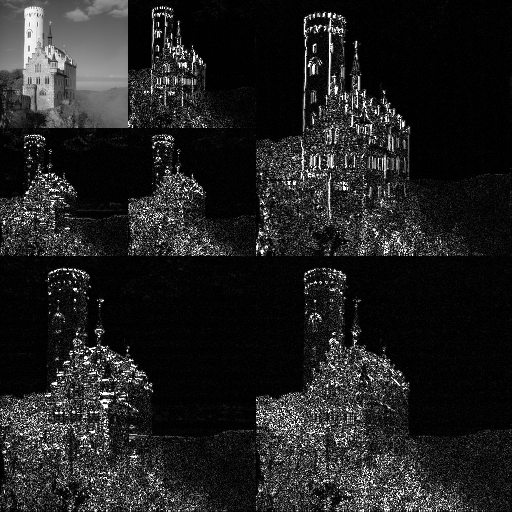
Un exemple de la transformada d'ondeta discreta 2D que s'utilitza a JPEG2000.

En matemàtiques, una sèrie d'ondetes (wavelet en anglès) és una representació d'una funció quadrada integrable (de valors reals o complexos) per una determinada sèrie ortonormal generada per una ondeta. Aquest article proporciona una definició formal i matemàtica d'una ondeta ortonormal i de la transformada d'ondeta integral.
Una funció {\displaystyle \psi \,\in \,L^{2}(\mathbb {R} )} s'anomena ondeta ortonormal si es pot utilitzar per definir una base de Hilbert, és a dir, un sistema ortonormal complet, per a l'espai de Hilbert {\displaystyle L^{2}\left(\mathbb {R} \right)} de funcions integrables quadrades.
La transformada ondeta ens pot proporcionar la freqüència dels senyals i el temps associat a aquestes freqüències, per la qual cosa és molt convenient per a la seva aplicació en nombrosos camps. Per exemple, la compressió de senyals (àudio i imatges), el processament de senyals d'acceleracions per a l'anàlisi de la marxa, per a la detecció de fallades, per al disseny de marcapassos de baixa potència i també en comunicacions sense fils de banda ultra ampla (UWB).